# Восемь (художественная группа, Венгрия)
Восемь (венг. Nyolcak или Восьмёрка) — объединение венгерских художников начала XX века.

## История
Данная группа представляла собой венгерских художников авангардного арт-движения, преимущественно из Будапешта, существовавшая с 1909 по 1918 годы. Художники были связаны с постимпрессионизмом и радикальными течениями того времени, которые привели к возникновению модернизма в культуре.
Членами группы являлись: Лайош Тихань, Róbert Berény, Dezső Czigány, Béla Czóbel, Károly Kernstok, Ödön Márffy, Dezső Orbán и Bertalan Pór, вдохновленные французскими живописцами (Поль Сезанн, Анри Матисс) и движениями (фовизм).
Первая выставка «Восьми» открылась 30 декабря 1909 года в будапештском салоне Könyves Kálmán под названием New Pictures. Вторая выставка, под названием «Восемь», была открыта в апреле 1911 года в Национальном салоне. Несмотря на то, что группа провела только три выставки, их деятельность имела огромное значение, поскольку влияние художников вышло за рамки изобразительного искусства — выставки сопровождались серией симпозиумов и других мероприятий с участием участников венгерской литературы и музыки того времени.
Спустя сто лет в Венгрии и Австрии были проведены выставки, посвященные первым экспозициям «Восьмёрки».

Некоторые работы членов группы
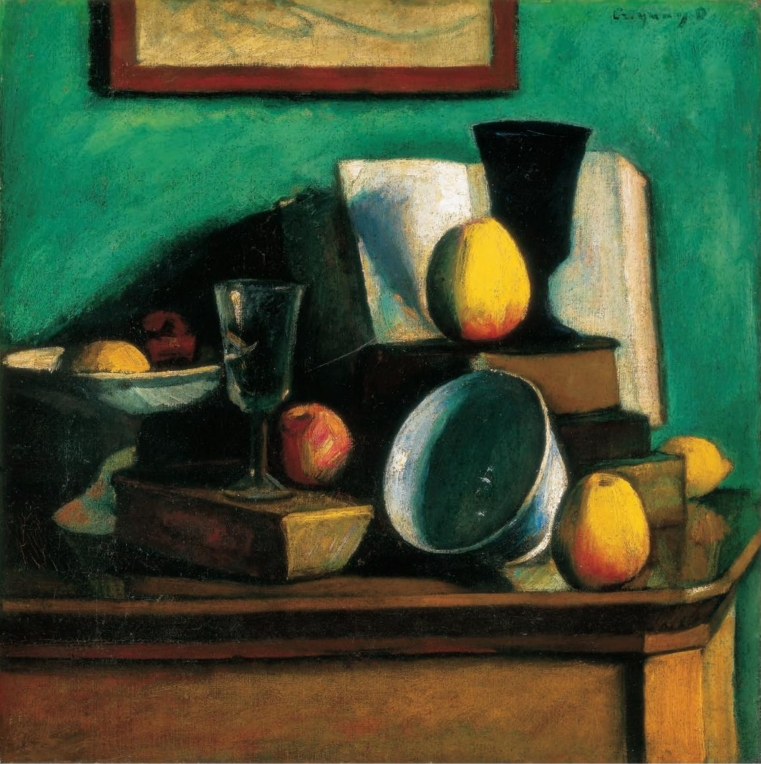
Dezső Czigány
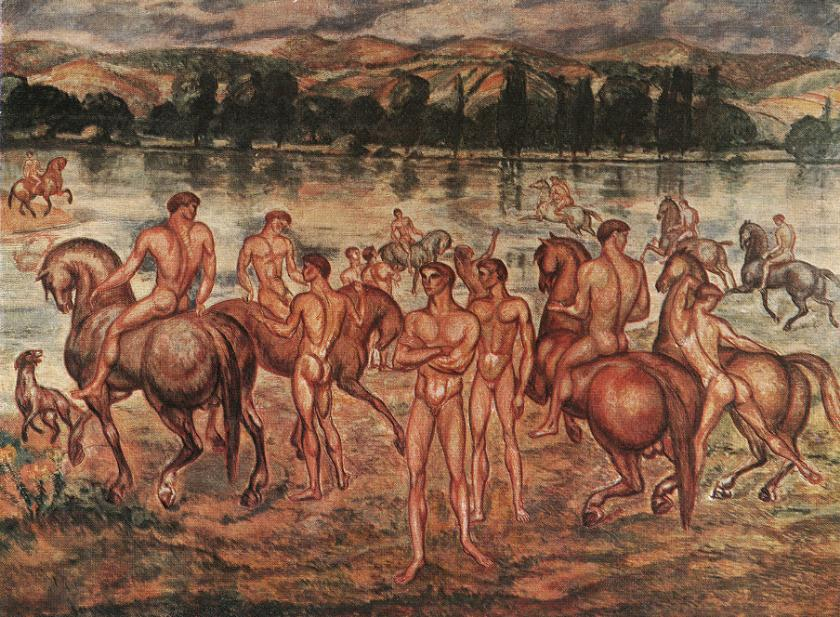
Károly Kernstok
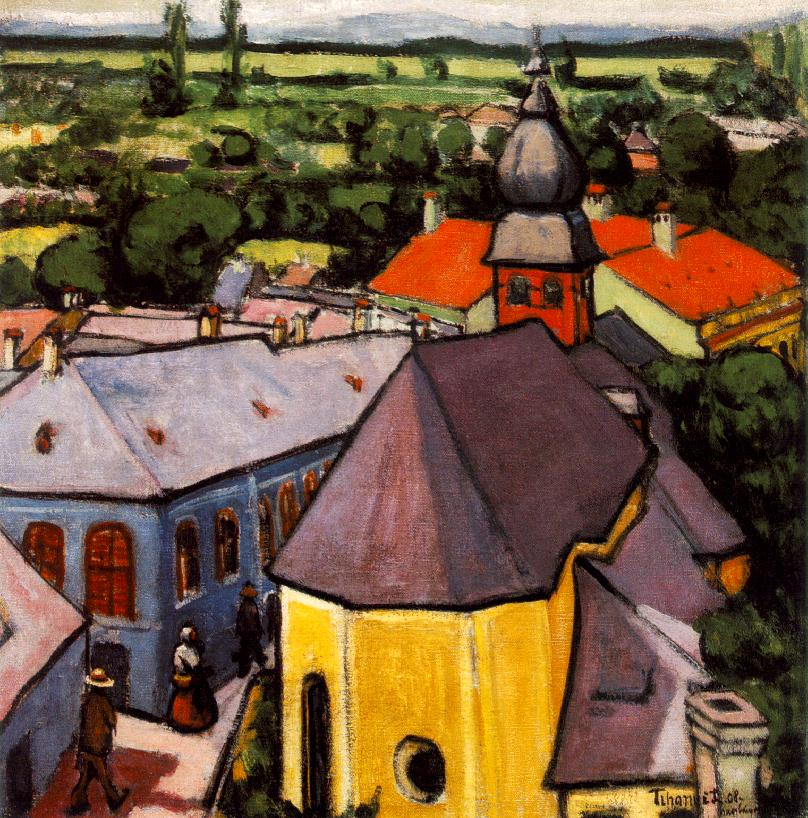
Лайош Тихань